# St. Barbara (Hänigsen)

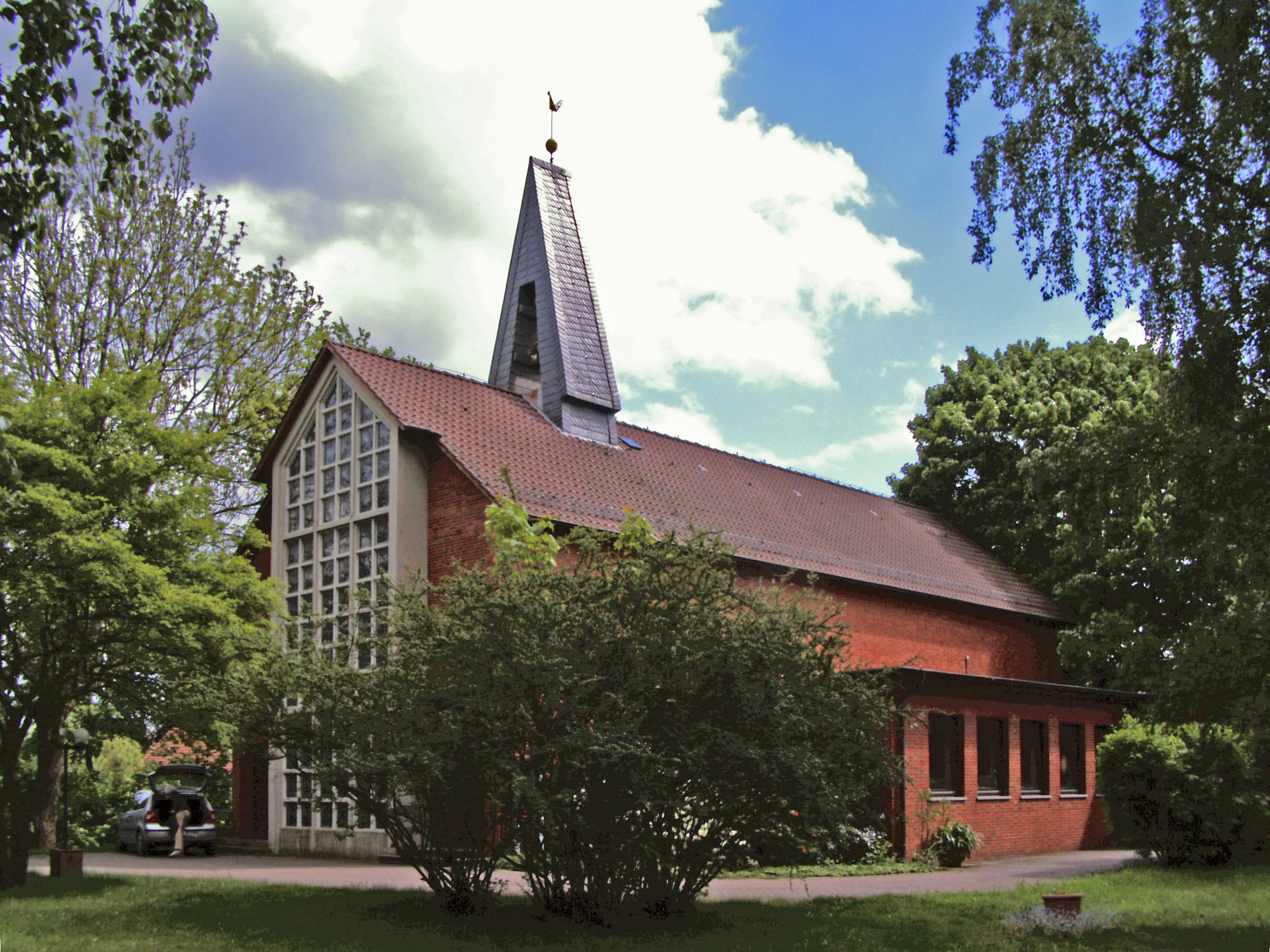
St.-Barbara-Kirche 2012

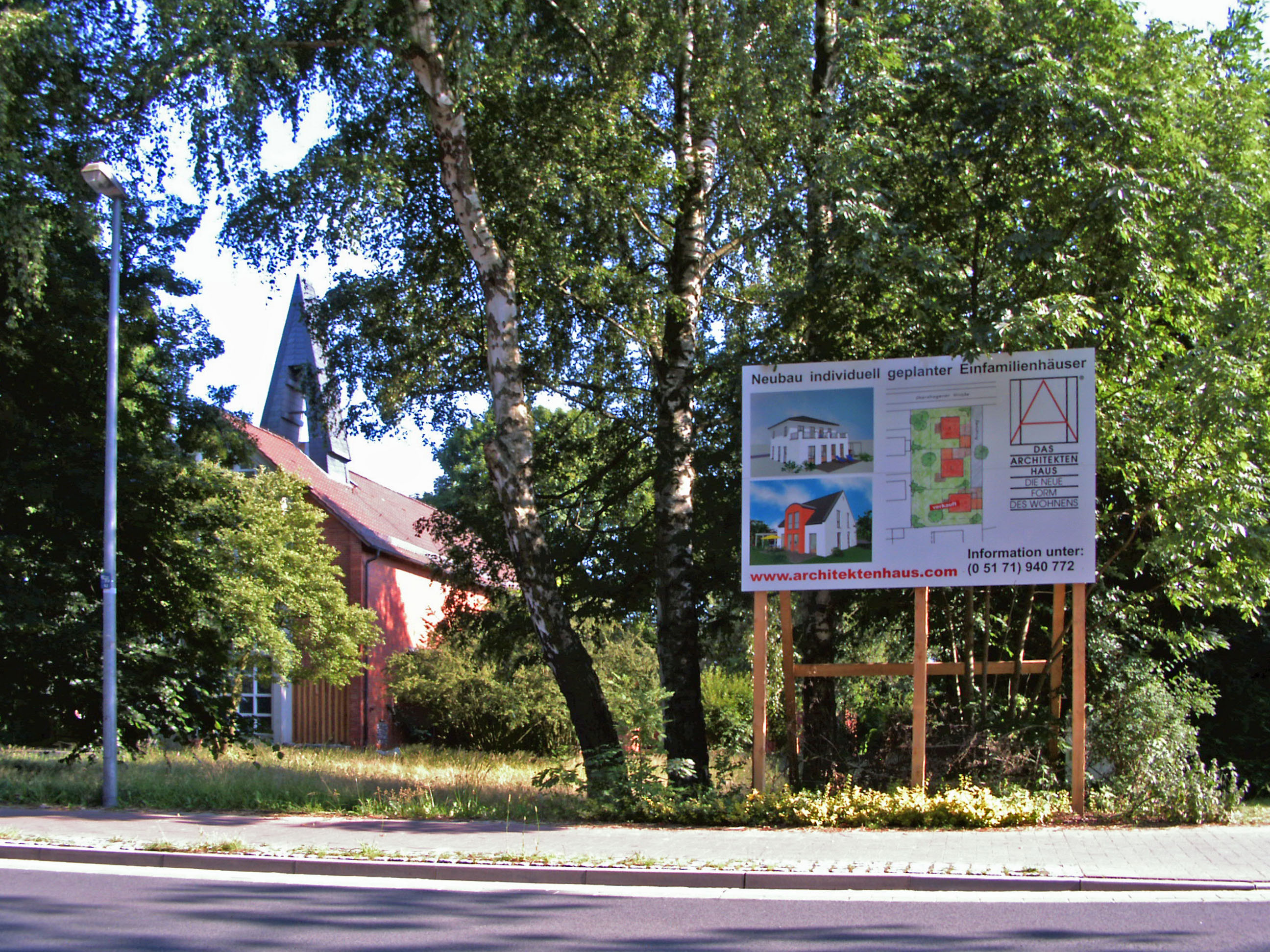
Kirchengrundstück 2013

Die Kirche St. Barbara war die katholische Kirche in Hänigsen, Region Hannover. Sie gehörte zuletzt zur Pfarrgemeinde St. Nikolaus mit Sitz in Burgdorf, im Dekanat Hannover des Bistums Hildesheim. Die Kirche war nach Barbara von Nikomedien benannt und befand sich in der Obershagener Straße 19. Die nächstgelegenen katholischen Kirchen befinden sich heute jeweils etwa 8 km entfernt in Burgdorf, Uetze und Wathlingen. Auch die Räumlichkeiten der evangelisch-lutherischen St.-Petri-Kirche in Hänigsen werden heute von den ortsansässigen Katholiken mitgenutzt.

## Geschichte
Die in rund 45 Meter Höhe über dem Meeresspiegel gelegene Kirche wurde 1960/61 nach Plänen von Josef Fehlig erbaut und am 25. November 1961 von Bischof Heinrich Maria Janssen geweiht. 1985 erfolgte eine Umgestaltung des Innenraumes durch Claus Kilian. St. Barbara war eine Filialkirche der Kirchengemeinde St. Matthias in Uetze. 1996 wurde eine Seelsorgeeinheit gegründet, sie umfasste die katholischen Kirchen in Burgdorf, Hänigsen und Uetze. Aus ihr entstand am 1. November 2006 die heutige Pfarrgemeinde St. Nikolaus.
Am 16. November 2012 wurde die Kirche durch Weihbischof Nikolaus Schwerdtfeger profaniert. 2013 wurde das Kirchengrundstück verkauft und der Großteil des Kircheninventars an Kirchen in der Ukraine verschenkt. Eine der beiden Glocken wurde 2014 am Kreisel an der Straßeneinmündung Windmühlenstraße/Liegnitzer Straße/Mühlenweg aufgestellt, 2016 folgte der Grundstein. Die Statue der heiligen Barbara fand einen neuen Platz in der St.-Nikolaus-Kirche in Burgdorf, die Kirchturmspitze mit dem Wetterhahn wurde von einer Familie in Altmerdingsen übernommen. Das Kirchengebäude wurde im Herbst 2013 abgerissen, das Grundstück ab 2014 mit Wohnhäusern bebaut.